# Lungro
Lungro är en ort och kommun i provinsen Cosenza i regionen Kalabrien i Italien. Kommunen hade 2 461 invånare (2018).